# Jim Verraros
James Conrad Verraros (sinh ngày 8 tháng 2 năm 1983) là một ca sĩ, nhạc sĩ và diễn viên người Mỹ, người đứng thứ 9 trong mùa đầu tiên của American Idol. Được nuôi dưỡng bởi cha mẹ khiếm thính, anh thông thạo Ngôn ngữ ký hiệu Mỹ và nổi tiếng trên American Idol khi ký lời cho bài hát thử giọng của mình. Sau khi cạnh tranh trong loạt phim, anh đã phát hành ba album nhạc pop, dance với nhà sản xuất âm nhạc kiêm nhạc sĩ Gabe Lopez. Verraros cũng có mặt trong album tổng hợp American Idol: Greatest Moments năm 2002, cover "Easy" của Commodores - album này đạt vị trí thứ 4 trên bảng xếp hạng Billboard 200.
Khi tham gia American Idols LIVE! Tour 2002 trong chuyến lưu diễn, Verraros công khai người đồng tính. Anh là thí sinh lọt vào vòng chung kết American Idol đầu tiên, và anh vẫn là thí sinh đồng tính nam công khai duy nhất vào chung kết trong hơn ba năm.  Một số tổ chức sau đó đã vinh danh Verraros như một nhân vật có ảnh hưởng trong cộng đồng người đồng tính (chẳng hạn như tạp chí Out, đã đưa anh vào danh sách "Những người hấp dẫn nhất" hai lần, lần đầu vào năm 2002 và lần nữa vào năm 2006). Trong suốt sự nghiệp âm nhạc của mình, Verraros đã biểu diễn tại nhiều sự kiện tự hào. Anh cũng đi lưu diễn tại các câu lạc bộ đồng tính.
Verraros đã phát hành album đầu tay chính thức của mình, Rollercoaster, thông qua hãng đĩa độc lập Koch Records vào năm 2005. Đi kèm với nó là hai đĩa đơn và nhận được những đánh giá chung tích cực. Một số bài hát của Rollercoaster trước đó đã được giới thiệu trong demo album, Unsaid and Understood, mà Verraros đã tự phát hành thông qua mp3.com vào khoảng năm 2003. Đĩa đơn chính của Rollercoaster, "You Turn It On", đạt vị trí thứ 21 trên Billboard Dance Club Play Chart.
Ngoài âm nhạc, Verraros còn theo đuổi sự nghiệp diễn xuất. Anh đã đóng vai chính trong hai phần đầu tiên của loạt phim hài đồng tính nam Eating Out, và anh đã có một vai khách mời trong Another Gay Movie. Anh cũng tham gia các dự án liên quan đến American Idol trong vài năm. Năm 2003, anh tham gia cùng với nhiều thí sinh lọt vào vòng chung kết từ hai mùa đầu tiên của loạt phim cho chuyến lưu diễn quảng bá các trung tâm mua sắm chọn lọc trên khắp Hoa Kỳ, và sau đó, anh đồng tổ chức một loạt video tóm tắt mùa thứ bảy của American Idol cho AfterElton.com.
Năm 2007, Verraros phát hành một đĩa đơn ngoài album về người chồng sắp cưới của mình, Bill Brennan; bài hát, "You Make It Better", được giới thiệu trong bộ phim Eating Out thứ hai. Verraros và Brennan kết hôn năm 2009. Cùng năm với đám cưới của mình, Verraros tự phát hành ba đĩa đơn mới, mặc dù album thứ hai đi kèm, Do Not Disturb, phải đến năm 2011. Sau Do Not Disturb, Verraros tuyên bố ý định giã từ âm nhạc. Sau đó, anh giữ chức phó chủ tịch điều hành của tổ chức Brennan, Bridal Expo Chicago và Bridal Expo Milwaukee. Verraros và Brennan đã chia tay nhau từ đó.

## Đầu đời
Verraros sinh ngày 8 tháng 2 năm 1983 tại Mount Prospect, Illinois. Anh lớn lên ở Crystal Lake gần đó. Cha của anh, Nicholas, và mẹ, Debbie, cả hai đều mất thính giác, sau khi mắc bệnh sởi Đức khi còn nhỏ. Verraros được nuôi dạy để thông thạo Ngôn ngữ ký hiệu Mỹ. Trách nhiệm giải thích cho cha mẹ khi còn nhỏ đã khiến anh quan hệ với những người lớn tuổi hơn mình, nhiều hơn những người khác cùng tuổi với mình. Hồi tưởng về thời thơ ấu của mình, Verraros từng nói, "Tôi phải làm những việc như cầm điện thoại trò chuyện và thảo luận mọi thứ với bác sĩ và thậm chí cả các đại lý bất động sản. Tôi phải trở nên thành thạo không chỉ với ngôn ngữ ký hiệu mà còn cả các kỹ năng của con người...Tôi không có thời gian cho chuyện nhảm nhí."
—Verraros về việc lớn lên với cha mẹ khiếm thính đã ảnh hưởng đến phong cách biểu diễn của anh như thế nào.
Khoảng mười hai hay mười ba tuổi, Verraros nhận ra rằng mình là người đồng tính. Mặc dù anh không công khai cho đến sau tuổi vị thành niên, nhưng xu hướng tính dục của anh đã rõ ràng đối với các bạn cùng lớp, những người đã bắt nạt anh khi còn học cấp hai. Đáp lại, Verraros đã phát triển một ngoại hình nam tính hơn. Trong một cuộc phỏng vấn năm 2003, anh nói về khoảng thời gian đó, "Tôi đã thay đổi hình ảnh của mình. Tôi mặc rất nhiều quần jean rộng thùng thình, tôi tăng cân, và nó ổn trong một thời gian." Anh cũng tìm kiếm sự giúp đỡ từ nhà tâm lý học của trường trong suốt những năm đó. Trường trung học đánh dấu một sự cải thiện đáng kể hơn đối với anh - anh trở nên tích cực trong sân khấu và tiếp tục theo học Cao đẳng Monmouth với học bổng về sân khấu.
Sau khi chuyển đến trường Cao đẳng Columbia, Verraros đã phải vật lộn để tìm kiếm cơ hội diễn xuất. Không an tâm về cân nặng của mình, anh bắt đầu tập luyện chuyên sâu và ăn chay. Trong hai tháng rưỡi, anh đã giảm được khoảng 80 kg. Một số người nghĩ rằng anh mắc chứng rối loạn ăn uống, và Verraros sau đó thừa nhận rằng anh rất có thể mắc.
Verraros đã công khai về xu hướng tính dục của mình với các bạn cùng lớp ở cả hai trường đại học. Nhìn lại năm 2004, anh nói rằng những người có ác ý với anh ở trường trung học đã "bắt rễ" anh ở Monmouth và rằng anh đã đến với mẹ và chị gái của mình trong thời gian này. Trong một cuộc phỏng vấn khác, anh gọi môi trường tại Columbia là "không chỉ thân thiện với người đồng tính".

## Các phim đã tham gia
- American Idol mùa 1 (2002) – Bản thân
- Eating Out (2004) – Kyle
- Eating Out 2: Sloppy Seconds (2006) – Kyle
- Another Gay Sequel: Gays Gone Wild! (2008) – Linh mục